# Нортье, Герхард
Герхард Йохан Нортье (англ. Gerhard Johan Nortier; род. 4 марта 1989 года, Джордж) — южноафриканский регбист, полузащитник веера команды «Слава».

## Биография
Воспитанник «Саут-Уэстерн Дистриктс Иглз». В 2008 году стал выступать за «Леопардс». Играл за юношеские команды U-19, U-21. В 2012-2013 годах выступал за университетскую команду Северо-Западного университета «Пукке». В 2012 году он сыграл во всех 8 матчах за СЗУ и лучшим бомбардиром команды и на одно очко уступил звание лучшего бомбардира всего первенства.
В 2012 году дебютировал на взрослом уровне в матче  против «Пумас» (победа 32-23) в рамках второго по силе дивизиона страны. В первом сезоне сыграл 10 матчей, занес две попытки, забил две реализации и штрафной. В следующем сезоне сыграл 5 матчей, получил травму. В 2014 году стал лучшим бомбардиром «Леопардс XV» с 79 очками. В дальнейшем игрок стабильно выступает на хорошем уровне в ЮАР и Англии. В своем последнем матче за «СВД Иглз», игрок набрал 10 очков, забив 5 реализаций.
Летом 2019 года перешел в столичную «Славу» (вместе с еще двумя соотечественниками: Винандом Гроссменом и Джонатаном ван Рензбургом). Дебютировал в матче против «Металлурга». Стал самым результативным игроком плей-офф чемпионата с 30-ю очками (у ближайшего преследователя Тагира Гаджиева 25 очков), в том числе игрок занес решающую попытку в овертайме матча за третье место. Таким образом Герхард стал бронзовым призёром в первом же сезоне.